# (464410) 2016 BE21
(464410) 2016 BE21 es un asteroide perteneciente al cinturón de asteroides, descubierto el 15 de septiembre de 2004 por el equipo Spacewatch desde el Observatorio Nacional de Kitt Peak (Arizona, Estados Unidos).